# Balai Naras
Balai Naras is een bestuurslaag in het regentschap Pariaman van de provincie West-Sumatra, Indonesië. Balai Naras telt 1866 inwoners (volkstelling 2010).